# Oláh Ibolya
Oláh Ibolya (Nyíregyháza, 1978. január 31. –) Petőfi- és Gundel-díjas magyar énekesnő, dalszerző.

## Élete

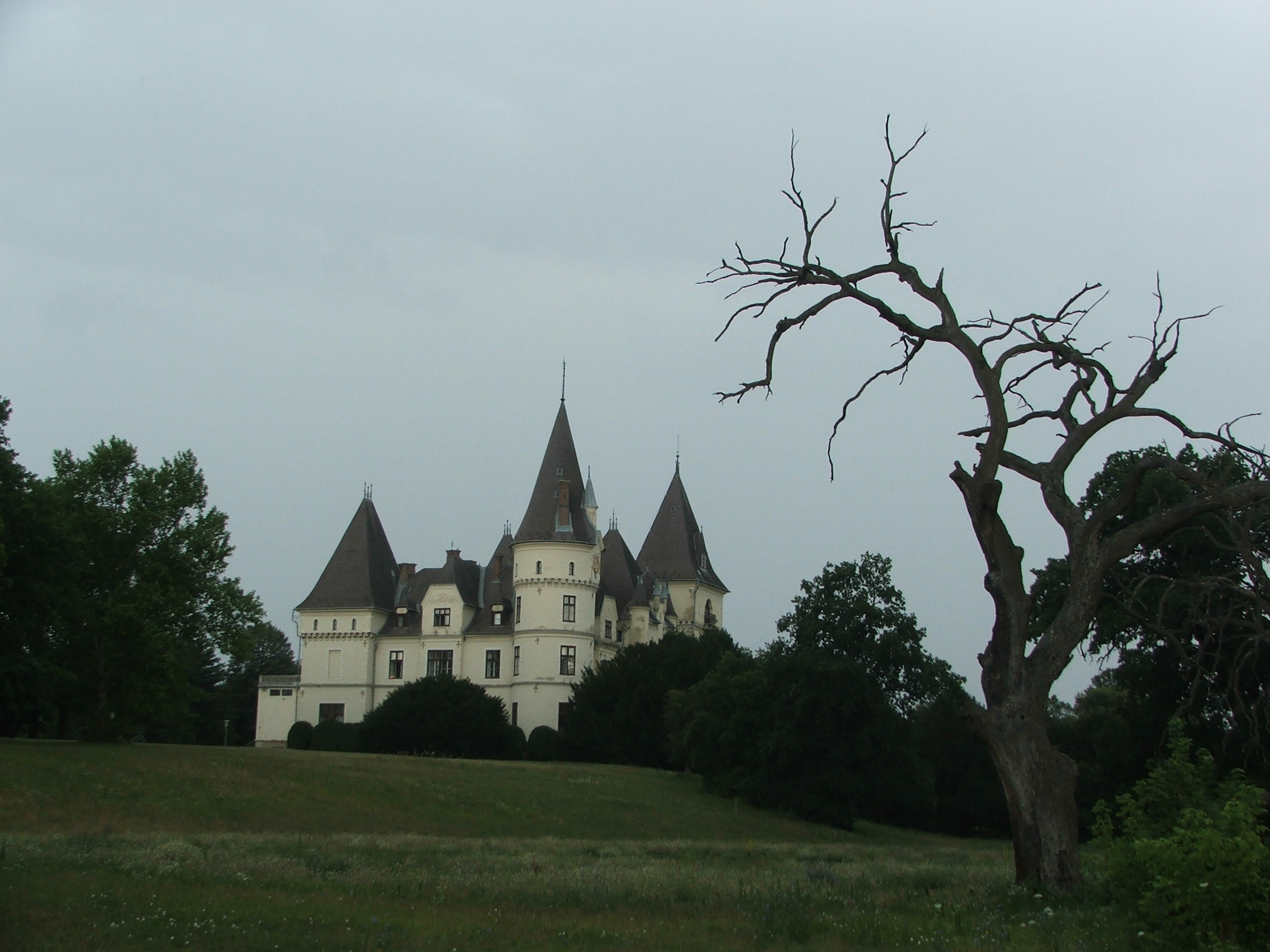
Oláh Ibolya egykori nevelőotthona, a tiszadobi Andrássy-kastély

Cigány családban született. Szülei lemondtak róla, csecsemőotthonba került, majd a tiszadobi nevelőintézetben zöldség- és fűszernövény-termesztő szakmunkás-képesítést szerzett. Öntevékenyen kezdett énekelni és gitározni. Tanult egy budapesti zeneművészeti szakiskolában is, de félbehagyta. Sikertelenül próbálkozott néhány alkalommal énekesi vetélkedőkön, míg végül a 2003–2004-es Megasztár (TV2) átütő sikert hozott számára a második helyezéssel. 2004. június 5-én 400 000 ember előtt énekelt egy ingyenes budapesti rendezvényen, amelyen Sting is fellépett.
2005. augusztus 19-én Bozóki András kulturális minisztertől Miniszteri Elismerő Oklevelet kapott. 2005. augusztus 20-án este, a hivatalos állami ünnep nyitányaként ő énekelte el a Magyarország című dalt (René Dupéré – Geszti Péter).
Brüsszelben, az Európai Parlament épületében, valamint Hollandiában is fellépett már.
2011 novemberében a nyilvánosság előtt is vállalta, hogy leszbikus.
2013 szeptemberében csatlakozott a Karmapirin nevű nyíregyházi bluesrock zenekarhoz. A kapcsolat rövid ideig tartott.
2014-ben az énekesnő bekerült A Dal 2014 eurovíziós nemzeti dalválasztó show elődöntőjébe 1 percig sztár című dalával.
2016 elején a Gondolj rám c. film egyik dalát adta elő a szerzővel, Presser Gáborral, melyhez klip is készült. Még ugyanebben az évben két dalt készített a Zoohacker & Furák formációval, valamint Keresztes Ildikó 2016 őszén megjelent, Most c. lemezén az "Elég szép" c. Szűcs Norbert-Szabó Ágnes-szerzeményben duettet énekelt Keresztes Ildikóval.
2023-ban beválasztották  a Sztárban sztárba, és 3. helyezést ért el.
Presser Gábor egy 28 dalból álló könyvcédét  írt Oláh Ibolyának, ami 2018 őszén jelent meg a Helikon Kiadónál. A Voltam Ibojka  című könyvcédében Presser szövegei mellett helyet kaptak Erdős Virág, Kántor Péter, Parti Nagy Lajos, Sztevanovity Dusán, Varró Dániel, Závada Péter, Borbély Szilárd, Szép Ernő és Fejes Endre versei is. A kötetben a dalszöveg-versek mellett a kortárs szerzők, illetve a dalok felvételénél közreműködő vendégművészek gondolatai, Ibolyának-Ibolyáról szóló üzenetei is helyet kaptak.
Oláh Ibolyát olyan zenekarok, előadóművészek inspirálták a zenei pályán, mint Linda Perry, Alanis Morissette, Pink, Keresztes Ildikó, a Guns N’ Roses, a Rolling Stones, az Aerosmith és a Queen.

## Diszkográfia

### Szólólemezek
| Év   | Album                                                                   | Legmagasabb helyezés                   | Minősítés      |
| Év   | Album                                                                   | MAHASZ Top 40 album- és válogatáslemez | Minősítés      |
| ---- | ----------------------------------------------------------------------- | -------------------------------------- | -------------- |
| 2004 | Egy sima, egy fordított - 1. stúdióalbum - Megjelenés: 2004. október 5. | 1                                      | - Platinalemez |
| 2005 | Édes méreg - 2. stúdióalbum - Megjelenés: 2005. november 18.            | 2                                      | - Platinalemez |
| 2010 | El merem mondani - 3. stúdióalbum - Megjelenés: 2010. február 26.       | 4                                      |                |
| 2011 | Nézz vissza - 1. válogatásalbum - Megjelenés: 2011. november 24.        | -                                      |                |
| 2018 | Voltam Ibojka - 4. stúdióalbum - Megjelenés: 2018. október 1.           | 7                                      |                |
| 2022 | Nem adom el - 5. stúdióalbum - Megjelenés: 2022. május 4.               | 5                                      |                |
| 2023 | Gyere közelebb - 6. stúdióalbum - Megjelenés: 2023. június 12.          | -                                      |                |

### Slágerlistás helyezések
| Év                   | Dal                                                 | Legmagasabb helyezés | Legmagasabb helyezés   | Legmagasabb helyezés | Legmagasabb helyezés | Legmagasabb helyezés         | Legmagasabb helyezés | Album                   |
| Év                   | Dal                                                 | VIVA Chart           | Mahasz Editors’ Choice | Mahasz Rádiós Top 40 | Mahasz Dance Top 40  | Mahasz Single (track) Top 10 | EURO 200             | Album                   |
| -------------------- | --------------------------------------------------- | -------------------- | ---------------------- | -------------------- | -------------------- | ---------------------------- | -------------------- | ----------------------- |
| 2004                 | Nem kell                                            | ?                    | 21                     | 20                   |                      |                              |                      | Egy sima, egy fordított |
| 2005                 | Magyarország                                        | ?                    | 5                      | 2                    |                      |                              | 124                  | Édes méreg              |
| 2005                 | Édes méreg                                          | ?                    |                        | 12                   |                      |                              |                      | Édes méreg              |
| 2006                 | Nézz vissza                                         | ?                    |                        | 24                   |                      |                              |                      | Édes méreg              |
| 2006                 | Valamit valamiért feat. Roy & Ádám                  | ?                    |                        | 27                   |                      |                              |                      | Édes méreg              |
| 2008                 | Egy elfelejtett dal feat. Cserháti Zsuzsa & Caramel | -                    |                        | 13                   |                      |                              |                      |                         |
| 2010                 | Ritmus                                              |                      | 36                     | 4                    |                      |                              |                      | El merem mondani        |
| 2010                 | Baby                                                |                      |                        | 8                    |                      |                              |                      | El merem mondani        |
|                      |                                                     | Összesítés           |                        |                      |                      |                              |                      |                         |
| 1. helyezett számok  |                                                     |                      |                        |                      |                      |                              |                      |                         |
| Top 10-es helyezések | Top 10-es helyezések                                |                      | 1                      | 2                    |                      |                              |                      |                         |
| Top 40-es helyezések | Top 40-es helyezések                                |                      | 3                      | 7                    |                      |                              |                      |                         |

### Közreműködő
| Év   | Album                                                            | Dal |
| ---- | ---------------------------------------------------------------- | --- |
| 2004 | A zeneszerző 4. - Presser Gábor legszínházibb dalai              | Jó estét nyár jó estét szerelem |
| 2004 | Best of Megasztár                                                | Ez itt az én hazám |
| 2004 | Megasztár                                                        | Csillagdal, What's up? |
| 2004 | Miskolci Boni és Klájd film                                      | filmdal: Én nem tudom mit hoz a holnap                                                                                             |
| 2005 | Roy & Ádám: Fullánk                                              | Valamit valamiért |
| 2005 | Vallomás - Legszebb szerelmes dalok                              | A szerelemnek múlnia kell |
| 2005 | Bravissimó - 2005 legnépszerűbb dalai                            | Valamit valamiért |
| 2005 | Varró Dániel - Presser Gábor: Túl a Maszat-hegyen                | Átok ül a kis váramon |
| 2006 | G.Dénes György - Emlékgála                                       | Hamvadó cigarettavég, Tedd boldoggá                                                                                                |
| 2006 | Nagy duett lemez                                                 | Valamit valamiért |
| 2006 | Now.hu 6 - A legfrissebb hazai                                   | Magyarország |
| 2006 | Now.hu 8 - A legfrissebb hazai                                   | Édes méreg |
| 2006 | A 2006-os év legjobb magyar slágerei I. (Oláh Ibolyától Zsédáig) | Édes méreg, Magyarország |
| 2006 | Pop - A Legjobbaktól                                             | Édes méreg |
| 2006 | Rock - A Legjobbaktól                                            | A hiba |
| 2007 | Megasztár All Star                                               | Csillagdal, Hazám |
| 2007 | Dívák                                                            | Édes méreg |
| 2007 | Lányok film                                                      | filmdal: Innen vigyél el |
| 2007 | A szövegíró zeneszerző 5. - Presser Gábor                        | Találj már rám, Ibolyavirág |
| 2007 | Aida - Musical az örök szerelemről                               | A múlt távolba tűnt világ, Ismeretlen ismerős, Az ég áld Núbia, Könnyű, Bonyolult élet (reprise), Megszűnik a tér s idő (epilógus) |
| 2007 | Összetört szárnyak                                               | Egy elfelejtett dal - Cserháti, Caramell, Ibolya - közösen                                                                         |
| 2008 | Casting minden CD                                                | Volt egyszer egy lány, El kell hogy engedj                                                                                         |
| 2008 | Megasztár parádé - A legsikeresebb dalok a legenda kezdetétől    | Hazám |
| 2008 | Aroma - A legjobb hazai roma előadók slágerei egy lemezen        | Hazám |
| 2008 | Casting minden film DVD                                          | Volt egyszer egy lány, El kell hogy engedj                                                                                         |
| 2009 | Dívák és szerelmek                                               | A szerelemnek múlnia kell |
| 2009 | Best Of A Zene                                                   | Édes méreg |
| 2010 | Úgy szeretném meghálálni                                         | Ki nem volt soha még szomorú |
| 2010 | Bravissimo 2010 (válogatás)                                      | Ritmus |
| 2010 | Szenes Iván: Hosszú az a nap                                     | Hosszú az a nap, Lehet, hogy túlságosan szerettelek, Ott fogsz majd sírni, Ki nem volt soha még                                    |
| 2010 | Szurdi Miklós: Casino - filmsorozat                              | főcímdal: Duett Fehér Adriennel |
| 2011 | Balázs Fecó: 60 - Csak az évek múltak el. CD+DVD                 | Kölykök a hátsó udvarból (Duett Balázs Fecóval)                                                                                    |
| 2014 | A Dal 2014 – A legjobb 30                                        | 1 percig sztár |
| 2016 | Keresztes Ildikó: Most                                           | Elég szép |
| 2019 | Bíró Eszter: Időradír (könyv + CD)                               | Buba éneke (zene: Födő Sándor, szöveg: Weöres Sándor) tercett Bíró Eszterrel és Szalóki Ágival                                     |

## Videóklipjei
- 2004. október 25.  Nem kell
- 2005. november 13. Magyarország
- 2011. december 1.  Még Utoljára

## Színházi szerep
A Színházi adattárban regisztrált bemutatóinak száma: 1.
| Darab | Szerep                  | Színház            | Bemutató         | Forrás |
| ----- | ----------------------- | ------------------ | ---------------- | ------ |
| Aida  | Aida, az etióp hercegnő | Vörösmarty Színház | 2007. július 27. | [ 5 ]  |

## Filmszerep
- 2008: Tímár Péter: Casting minden

## Elismerései
- 1998: Kifutó II. helyezés
- 2004: Megasztár II. helyezés
- 2004: Esélyegyenlőségi díj
- 2004: Rádió1 Megasztár különdíj
- 2004: Szabolcs megyei közgyűlés ezüst emlékérme
- 2004: Gundel művészeti díj
- 2004: Tiszadobért Gyűrű
- 2004: Story értékdíj
- 2005: Polgárjog-díj (nem vette át)
- 2005: VIVA Comet: jelölés a „Legjobb énekesnő” kategóriában
- 2005: Miniszteri Elismerő Oklevél[6]
- 2006.: Fonogram díj: jelölés az „Év albuma” kategóriában
- 2010.: Kornay Mariann művészeti díj
- Több arany-, platina- és dupla platinalemez[7]
- 2022.: Petőfi Zenei Díj
- 2022.: A dal című műsor győztese ( az év női hangja)
- 2023.: Sztárban sztár 3. helyezés

## Kiadványok
- Oláh Ibolya naplója Anyácskától 2004. október 18.
- Aczél Gergő: Megasztár könyv
- A Napló-titok 2005. november „Tiszadobtól Brüsszelig” (Hadas Kriszta)
- Arató András: Arcnovellák
- Kardos Genovéva: Sikeresek, határok nélkül 2008. november 13.

## Labdarúgó-pályafutása
A 2005–06-os idényben két alkalommal szerepelt az MTK élvonalbeli csapatában kezdőjátékosként, és ezzel az ezüstérmes csapat tagja volt.
Mérkőzései
- 2005. október 30. – Angyalföldi SI – MTK 0–7[8]
- 2005. november 5. – MTK – Debreceni VSC NLS 6–0[9]